# Tecido muscular estriado
A capacidade de movimentação é atribuída à existência de células específicas, que se tornaram altamente diferenciadas de forma a desempenhar quase exclusivamente uma função contrátil. O processo contrátil foi aproveitado pelo organismo para permitir vários tipos de movimentos e atividades necessárias à sua sobrevivência. Essas necessidades variadas são atendidas por três tipos de músculo: Músculo esquelético, liso e cardíaco.
As  fibras musculares dos músculos esquelético e cardíaco estão dispostos em um configuração ordenada específica, que estabelece uma sequência repetida de bandas homogêneas ao longo de seu comprimento, por isso recebem a nomenclatura de tecido muscular estriado. Apenas o tecido muscular liso não apresenta em sua composição as estrias transversais, conferindo o aspecto liso.
O tecido muscular apresenta três tipos específicos:
- Tecido Muscular Esquelético: Células longas, multinucleadas e estriadas.[3] Apresentam contração forte, rápida, descontínua e de controle voluntário.[3] São células revestidas pelo tecido conjuntivo que se ligam aos ossos.[3]
- Tecido Muscular Cardíaco: Constituído por células ramificadas e interconectadas.[3] Contração rápida, forte, contínua e de controle involuntário.[3]
- Tecido Muscular Liso: As células desse tecido não possuem estriações.[3] Contração fraca, lenta e controle involuntário.[3]

## Tecido Muscular Estriado Esquelético

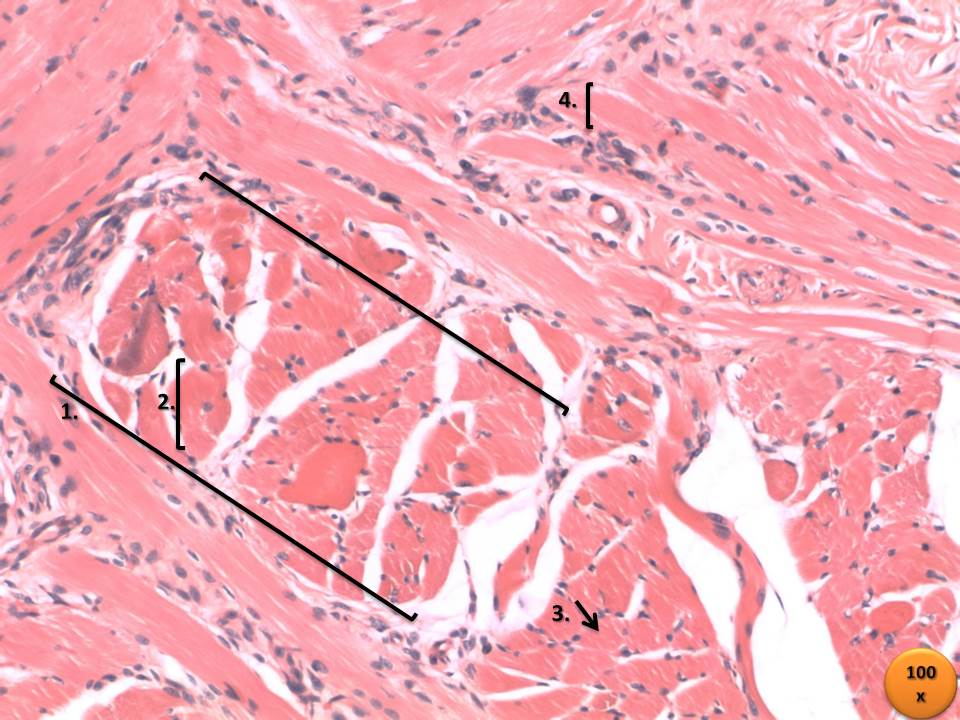
Músculo estriado esquelético de língua. (Hematoxilina-eosina) (HE) 1. Tecido conjuntivo-Perimísio; 2. Tecido conjuntivo-Endomísio; 3. Fibra muscular(transversal); 4. Fibra muscular(longitudinal)

Os músculos estriados esqueléticos são conjuntos de centenas ou milhares de células alongadas, multinucleadas e estriadas. Suas células (miócitos) também chamadas de fibras musculares são agrupadas em feixes envolvidos por uma camada de tecido conjuntivo. Esse tecido é rígido nas extremidades formando os tendões que ligam os músculos aos ossos.

### ESTRUTURA
A estrutura muscular possui uma membrana envolvendo cada uma das fibras, são células alongadas e contínuas. As miofibras são polinucleadas com o núcleo localizado na periferia das fibras. Ocorrem faixas claras e escuras, dispostas no sentido transversal (estrias). Essas estrias resultam do arranjo de filamentos muito finos que formam as fibrilas, que, por sua vez, se dispõem ao sentido longitudinal da fibra. Possuem contrações rápidas, podendo ser voluntária ou involuntária (no caso do músculo cardíaco).
As células musculares têm origem mesodérmica, são produzidas durante a vida embrionária pela fusão de várias células, em forma de sincícios. Depois que os músculos estão formados, suas células nunca mais se dividem, apenas aumentam de volume, proveniente do treinamento físico, o estado de nutrição. Devido a formação de novas miofibrilas o tamanho do músculo aumenta de tamanho.
O músculo apresentam a ocorrência dos túbulos transversos, que são invaginações do sarcolema em forma de tubos, abertos para o exterior, que invadem o sarcoplasma sendo encarregados de levar os impulsos (potencial de ação) para o interior da fibra.
Os tecidos musculares possuem mitocôndrias, uma vez que necessita gerar grande quantidade de energia (ATP) para poder contrair-se. As mitocôndrias ocupam 2% do volume do citoplasma no tecido esquelético, enquanto no músculo cardíaco, as mitocôndrias ocupam 40% do volume do citoplasma.
Algumas estruturas celulares das fibras musculares recebem nomes especiais: a membrana plasmática é chamada de sarcolema; o citoplasma, sarcoplasma; as mitocôndrias, sarcossomas; e o núcleo, cariossarco.
Os músculos são envolvidos por uma camada de tecido conjuntivo recebendo o nome de tecido esquelético por se unirem aos ossos, como os músculos das pernas, dos braços, do tronco e da face.
Tanto as fibras como todo o músculo são envolvidos por tecido conjuntivo, que contém os nervos e os vasos sanguíneos. Esses levam oxigênio e nutrientes para as células e retiram o gás carbônico e as substâncias tóxicas resultantes do catabolismo celular, assim como dissipam o calor. A  camada do tecido conjuntivo que envolve a fibra muscular é o endomísio. O perimísio é o tecido conjuntivo que envolve um conjunto de feixes de fibras. Por fim, o tecido espesso externo ao músculo é a porção do Epimísio

#### Miofibrilas:
Cada fibra muscular contém centenas de milhares de miofibrilas. Cada miofibrila é composta por filamentos de miosina adjacentes aos filamentos de actina, que são longas móleculas de proteínas responsáveis pelas contrações do músculo. Os filamentos de miosina e actina estão parcialmente interdigitados, fazendo com que a miofibrila alterne em faixas escuras e claras. As faixas claras contêm filamentos de actina, sendo conhecidas como faixas I. As faixas escuras contêm filamentos de miosina sendo chamadas de faixas A.
As bandas I de uma miofibrila são áreas mais claras porque contêm apenas filamentos finos. Cada filamento fino se estende parcialmente até as bandas A de cada lado. Como os filamentos grossos e finos sobrepõem-se nas extremidades de cada banda A, essas extremidades apresentam uma aparência mais escura que a região central. As regiões centrais mais claras da banda A são denominadas bandas H. As bandas H centrais contêm apenas filamentos grossos que não são sobrepostos por filamentos finos.
No centro de cada banda I existe uma linha Z escura e fina. O arranjo dos filamentos grossos e finos entre um par de linhas Z forma um padrão repetitivo, o par de duas linhas Z é representada pela subunidade denominada sarcômero.

#### Sarcômeros:
Os sarcômeros são as unidades morfofuncionais das fibras musculares. A estrutura do sarcômero é composta pelo arranjo dos filamentos grossos e finos entre um par de linhas Z. Nesse sentido, existem numerosos sarcômeros no interior de cada miofibrila.
Durante o processo de contração muscular, os filamentos grossos e finos mantêm seus comprimentos originais. Portanto, quando a fibra muscular está contraída, o comprimento do sarcômero é de 2 micrômetros. Nesse comprimento, os filamentos de actina se sobrepõem completamente aos filamentos de miosina, e as pontes dos filamentos de actina estão quase começando a se sobrepor.
Os filamentos finos contêm moléculas de tropomiosina e troponina associadas aos de actina. A molécula de tropomiosina é longa e fina; contém duas cadeias polipeptídicas em hélice enroladas uma na outra e que se unem pelas extremidades para formar filamentos longos, que se enrolam ao longo dos dois filamentos globulares de actina. Além da tropomiosina, a troponina é um complexo de três polipeptídios globulosos chamados de subunidades TnT que se liga fortemente à tropomiosina, TnC apresenta alta afinidade por íons Ca2+ e a TnI que inibe a interação entre actina e miosina. Cada molécula de tropomiosina contém um local específico onde se localiza uma molécula de troponina associada.

#### Retículo Sarcoplasmático:
O retículo sarcoplasmático é um retículo endoplasmático modificado, consiste em tubos interconectados que circundam cada miofribila da célula muscular, localizados no sarcoplasma. Esse retículo tem organização especial que é extremamente importante para regular o armazenamento, a liberação, e a recaptação do cálcio e, portanto, a contração muscular.
Numa fibra muscular relaxada, a maior parte do Ca2+ é armazenada nas porções expandidas do retículo sarcoplasmático denominado cisternas terminais. Quando uma fibra é estimulada a contrair-se por um neurônio motor, o Ca2+ armazenado é liberado do retículo sarcoplasmático, de modo que o íon se ligue à proteína troponina. Quando a fibra deixa de ser estimulada, o Ca2+ do sarcoplasma é transportado ativamente de volta ao retículo sarcoplasmático. Dessa forma, os tipos de fibras musculares com contrações muito rápidas apresentam retículos sarcoplasmáticos especialmente muito extensos.

#### Túbulos Transversos (ou túbulos T)
Os túbulos T são formados a partir do sarcolema e mantêm uma continuidade com o mesmo. Os túbulos transversos se abrem para o ambiente extracelular através de poros da superfície celular e são capazes de conduzir potenciais de ação. Nas células musculares, os potenciais de ação podem ser conduzidos para o interior da fibra através da membrana dos túbulos transversos. Nesse sentindo, os potenciais de ação dos túbulos transversos provocam a liberação de Ca2+ do retículo sarcoplasmático.

### Mecanismo da Contração
O sarcômero em repouso consiste em filamento finos e grossos que se sobrepõem parcialmente. Durante o ciclo de contração, os filamentos conservam seus comprimentos originais. A contração deve-se ao deslizamento dos filamentos uns sobre os outros, o que aumenta o tamanho da zona de sobreposição entre os filamentos e diminui o tamanho do sarcômero.
A contração se inicia na faixa A, no qual os filamentos finos e grossos se sobrepõem. Durante a contração a actina e a miosina interagem da seguinte forma, durante o repouso, a molécula de ATP liga-se à ATPase das cabeças da miosina. Para atacar a molécula de ATP e liberar energia, a miosina necessita da actina, que atua como um cofator. No musculo em repouso a miosina não pode associar à actina, devido a inativação do local de ligação pelo complexo troponia e tropomiosina fixado sobre o filamento de actina. Em contrapartida, quando quando o íon de Ca2+ combinam-se com a unidade TnC da troponina, a configuração espacial das três subunidades de troponina muda e empurra a molécula de tropomiosina. Em consequência, os canais de ligação da actina com a miosina ficam expostos, ocorrendo a interação das cabeças da miosina com a actina. Como resultado da ponte entre a cabeça da miosina e a actina, o ATP libera ADP, Pi (fosfato) e energia. Como a actina está combinada com a miosina, o movimento da cabeça da miosina empurra o filamento da actina, promovendo seu deslizamento sobre o filamento de miosina.
Apesar do filamento grosso possuir um elevado número de cabeças de mosina. Em cada momento da contração, apenas um pequeno número de cabeças da miosina alinha-se com os locais de combinação da actina. À medida que as cabeças da miosina movimentam a actina, novos locais para formação da pontes actina- miosina aparecem. As pontes se desfazem apenas depois que a miosina se une-se à nova molécula de ATP, esta ação determina a volta da cabeça de miosina para sua posição primitiva, preparando-se para um novo ciclo. Uma única contração muscular é o resultado de milhares de ciclos de formação e destruição de pontes de actina-miosina.

### Tipos de fibras musculares
Os músculos são constituídos por vários tipos de fibras. Essas fibras são agrupadas em dois tipos principais:
- Fibras do tipo I: São especializadas em movimentos lentos e aeróbicos, com metabolismo oxidativo.[4] Possuem um menor diâmetro.[4] Essas fibras possuem a coloração avermelhada, devido á alta concentração de mioglobinas.[4] Além disso, é uma fibra de contração lenta, pelo fato de sua ATPase de miosina ser baixa.[4]
- Fibras do tipo II: São especializadas em contrações rápidas, com metabolismo glicolítico.[4] As dos tipo 2 incluem dois subtipos de fibras musculares, as fibras 2a e 2b.[4] As fibras do tipo 2a representam fibras mistas, por possuir características intermediárias entre os tipos 1 e 2b.[4] Possuem propriedades metabólicas que garantem velocidade e resistência à fadiga.[4] As fibras do tipo 2b são conhecidas como fibras brancas, devido a coloração mais clara recorrente do menor número de mioglobinas.[4] Além disso, contêm poucas mitocôndrias e uma irrigação limitada.[4] Contudo, suas características metabólicas, incluindo influxos grande de cálcio e alta atividade ATPásica, propiciam condições de alta velocidade, ainda que por tempo reduzido.[4]

## Tecido Muscular Estriado Cardíaco

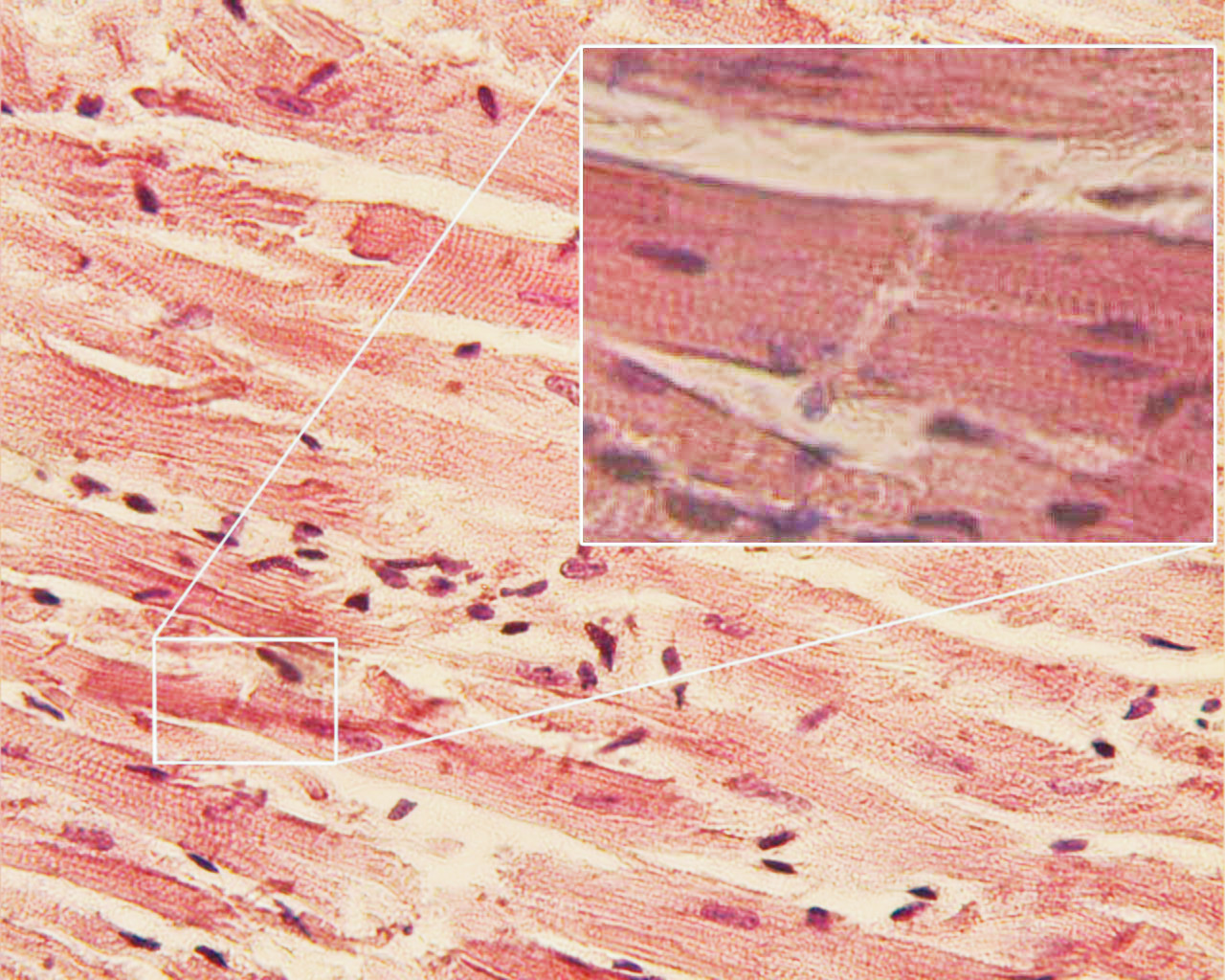
Tecido muscular cardíaco em corte longitudinal. Núcleos localizados no centro da fibra.

O músculo cardíaco encontra-se apenas no coração. Assim como o músculo esquelético, ele é estriado e, como o músculo liso, ele é uninucleado e seu controle é realizado pelo sistema nervoso autônomo. As células do músculo cardíaco são cilíndricas e têm ramificações que permitem a elas se conectarem umas às outras. Essas ramificações conectam-se por meio de áreas especializadas denominadas discos intercalares.
As células do músculo cardíaco são muito menores do que as células do músculo esquelético e liso. Esse músculo gera a contração e bombeia sangue para todo corpo. As ramificações interconectadas das células do músculo cardíaco garantem que o bombeamento do coração seja feita de maneira coordenada

### Estrutura
As células musculares cardíacas são estriadas, ramificadas e involuntárias. Suas células são unidas em uma rede contínua, e não há nenhuma camada que as separe. As membranas das células adjacentes são fusionadas em locais denominados discos intercalados, um sistema de comunicação nas áreas fusionadas impede a contração independente de uma célula.
Uma célula muscular cardíaca (cardiomiócito) possui cerca de 10 a 20 µm de extensão. O citoplasma contém miofibrilas e mitocôndrias densamente agrupadas. Essas fibrilas não correm estritamente paralela umas às outras, mas ramificam-se em um padrão complexo.
As células musculares cardíacas possuem um núcleo centralmente localizado. A estrutura do sârcomero é semelhante a estrutura do músculo esquelético. Os túbulos T são maiores e ramificados, enquanto o sistema L é menor em relação a estrutura do músculo cardíaco. Além disso, os discos intercalares conectam as células cardíacas mecânica e eletricamente.
Os discos intercalares são encontrados exclusivamente no tecido cardíaco e possuem a função de transmitir os sinais de uma célula para outra, garantindo a sincronização da contração cardíaca e impedindo a separação dessas células durante o batimento cardíaco. Nessas junções intercelulares encontram-se três especializações juncionais principais: zônula de adesão, desmossomos e junções comunicantes.
Quando a célula recebe o sinal para se contrair, todas as células vizinhas são estimuladas e se contraem juntas produzindo o batimento cardíaco.
O batimento cardíaco mantém um ritmo de cerca de 70 contrações por minuto, no entanto, a atividade de vários terminais nervosos podem levar o coração a aumentar ou diminuir o seu ritmo. O músculo cardíaco requer um aporte contínuo de oxigênio para funcionar. Se o suprimento de oxigênio for interrompido por apenas 30 segundos, as células musculares cardíacas começarão a morrer.

## Tecido Muscular Liso

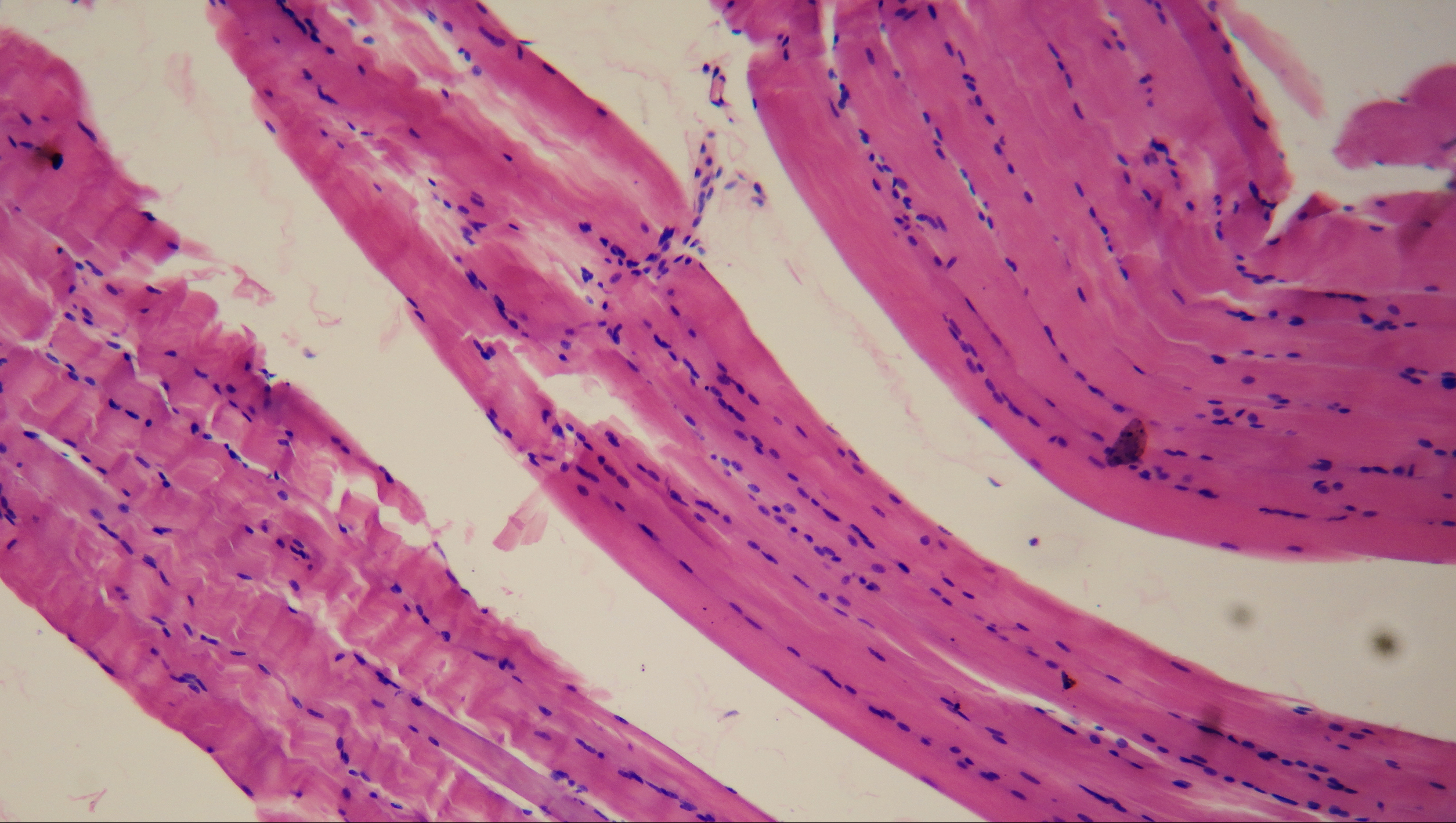
Tecido muscular liso. Não possuem estrias. Os núcleos situam-se no centro das células. (Hematoxilina-eosina) (HE)

O músculo liso é involuntário. Cada célula muscular lisa fusiforme contém um único núcleo situado ao centro, que adquire formato espiralado durante a contração da célula. O sarcolema dessa célula apresenta grande quantidade de invaginações com aspecto e as dimensões das vesículas de pinocitose, denominadas cavéolas. Estas possivelmente estão associadas ao transporte de íons Ca2+ para o citosol, necessários para desencadear o processo de contração.
As células musculares lisas, também denominadas fibras, não contêm filamentos finos e espessos bem arranjados e, portanto, não apresentam o padrão estriado encontrado no músculo esquelético e no músculo cardíaco. As células musculares lisas estão interconectadas por junções comunicantes, as junções especializadas de comunicação entre as células. Pequenas moléculas ou íons podem passar de uma célula para outra através dessas junções e, assim, estabelecer comunicação que regula a contração de todo o feixe ou folheto de músculo liso.
Embora os filamentos lisos do músculo liso tenham actina F e tropomiosina, não há troponina, cuja função é assumida pela calmodulina, que forma complexos com cálcio. O músculo liso pode ser de dois tipos: multiunitário, no qual cada célula tem sua própria inervação, ou unitário (visceral), no qual os estímulos nervosos são transmitidos por meio do nexo (junções comunicantes) de uma célula muscular para outra adjacente.

### Estrutura
As células musculares lisas contêm um aparelho contrátil de filamentos intermediários de desmina e vimentina.

#### Sarcoplasma
O sarcoplasma é preenchido com filamentos finos, que formam parte do aparelho contrátil. Os filamentos espessos de miosina estão dispersos por todo o sarcoplasma da célula muscular lisa. São extremamente lábeis e tendem a ser despolimerizados e se perder durante a preparação do tecido.
Os componentes do aparelho contrátil nas células musculares lisas são os filamentos finos contêm actina, a isoforma da tropomiosina do músculo liso, e duas proteínas específicas do músculo liso, a caldesmona e a calponina. Nenhuma troponina está associada à troponina está asssociada à tropomiosina do músculo liso. A actina está envolvida na interação de geração de força com moléculas de miosina do músculo liso.

### Contração do Músculo Liso
Para que ocorra a contração do músculo liso, os íons cálcio liberados das cavéolas permitem a fosforilação da calponina e essa proteína fosforilada não consegue impedir que haja contração. Os íons cálcio também se ligam à calmodulina e o complexo Ca2+-calmodulina liga-se à caldesmon, levando a expor o sítio ativo da actina e ativando a miosina quinase de cadeia leve, que fosforila uma das cadeias leves da miosina II, alterando sua conformação. A fosforilação permite que a terminação livre da meromiosina leve seja liberada da molécula S1. O ATP liga-se ao S1 e a interação resultante entre actina e miosina é semelhante à que ocorre no músculo esquelético (e cardíaco). Enquanto houver íons cálcio e ATP disponíveis, a célula muscular lisa mantém-se contraída.
A contração da musculatura lisa estende-se por mais tempo, mas se desenvolve mais lentamente que a contração do músculo esquelético ou cardíaco. É importante salientar que, ao contrário do músculo esquelético, no qual as moléculas de miosina II são reunidas de modo antiparalelo e o centro do filamento espesso tem apenas meromiosina leve em seu meio, no músculo liso existem cabeças de meromiosina pesada, mesmo na parte intermediária do filamento espesso. Em razão dessa disposição das moléculas de miosina II no filamento espesso, a contração dura mais tempo que a do músculo esquelético.
As células musculares lisas são conectadas por junções comunicantes, de modo que o estímulo inicial que alcança algumas das células de um feixe se transmite rapidamente por muitas outras. O grau de controle do sistema nervoso autônomo sobre os músculos lisos é muito variável.  A musculatura lisa do sistema digestório se contrai em ondas lentas; por outro lado, o músculo liso da íris do globo ocular se contrai ou relaxa de modo muito rápido e preciso. Assim, o diâmetro da pupila se adapta com extrema rapidez às variações da intensidade luminosa.

O músculo liso é capaz de uma resposta regenerativa mais eficiente. Ocorrendo lesão, as células musculares lisas que permanecem viáveis entram em mitose e reparam o tecido destruído. Na regeneração do tecido muscular liso da parede dos vasos sanguíneos, há também a participação dos pericitos, que se multiplicam por mitose e originam novas células musculares lisas.